# До последњег даха (филм из 1960)
До последњег даха (фр. À bout de souffle) је француски играни филм из 1960. године у режији Жан-Лика Годара. То је био његов први дугометражни рад и један од најранијих, најутицајнијих филмова Француског Новог таласа.
У то време, филм је привукао велику пажњу због свог смелог визуелног стила и иновативне употребе џамп-кат-а (jump-cut).
Филм До последњег даха, заједно са Трифоовим 400 удараца и Ренеовим Хирошима, љубави моја, прославио је ауторе Француског новог таласа у међународним оквирима.
Потпуно обновљена верзија филма је објављена у САД за 50-годишњицу филма у мају 2010. Када је првобитно изашао у Француској, филм је имао 2.082.760 биоскопских посетилаца.

## Радња
Мишел је млади ситни криминалац који себе моделира као филмску личност Хемфрија Богарта. Након крађе аутомобила у Марсеју, Мишел упуца полицајца који га је пратио на сеоском путу. Без пребијене паре и у бекству од полиције, он се окреће својој америчкој девојци Патрисији, студенту и новинару, која продаје Њујорк Хералд Трибјун на улицама Париза. Не знајући да га јури полиција, Патрисија га несвесно крије у свом стану, Мишел истовремено покушава да је заведе и убеди да побегне са њим у Италију са њеним новцем. У једном тренутку Патрисија каже да је трудна са његовим дететом, а убрзо, током испитивања од стране полиције, сазнаје да је Мишел у бекству. На крају, она га и издаје, али пре доласка полиције му признаје шта је урадила. Он је донекле прихватио да ће отићи у затвор, и не покушава да побегне у први мах, међутим у тренутку се предомисли и полиција га устрели на улици; успева да отрчи низ улицу али убрзо пада и умире.

### Завршни дијалог
Мишелова сцена смрти је једна од најлегендарнијих сцена на филму, али финалне реченице дијалога су извор неких забуна за публику са енглеског говорног подручја.
У неким преводима, нејасно је да ли Мишел осуђује Патрисију, или алтернативно осуђује свет у целини.

## Улоге
| Глумац           | Улога                      |
| ---------------- | -------------------------- |
| Главне улоге     |                            |
| Жан-Пол Белмондо | Мишел Поикар               |
| Џин Сиберг       | Патрисија Франсини         |
| Остале улоге     |                            |
| Данијел Буланжер | Полицијски инспектор Витал |
| Анри-Жак Хот     | Антонио Берути             |
| Роже Анен        | Карл Зумбак                |

## Награде
- При Жан Виго 1960
- Сребрни медвед за најбољу режију 1960.[2]